# São Julião (Portalegre)
São Julião é uma povoação portuguesa do Município de Portalegre que foi sede da extinta Freguesia de São Julião, freguesia que tinha 43,43 km² de área e 342 habitantes (2011), e, por isso, uma densidade populacional de 7,9 hab/km².
A Freguesia de São Julião foi extinta (agregada) pela última Reorganização administrativa do território das freguesias, de acordo com a Lei nº 11-A/2013 de 28 de Janeiro, tendo o seu território sido agergado ao da freguesia de Reguengo para constituir a União de freguesias de Reguengo e São Julião com sede em Reguengo.

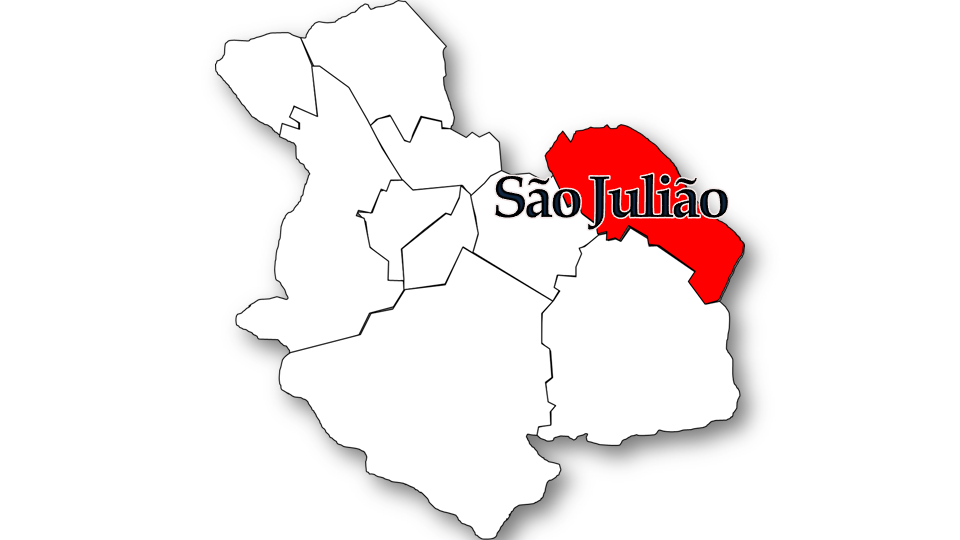
Localização no Município de Portalegre

## População
| População da freguesia de São Julião | População da freguesia de São Julião | População da freguesia de São Julião | População da freguesia de São Julião | População da freguesia de São Julião | População da freguesia de São Julião | População da freguesia de São Julião | População da freguesia de São Julião | População da freguesia de São Julião | População da freguesia de São Julião | População da freguesia de São Julião | População da freguesia de São Julião | População da freguesia de São Julião | População da freguesia de São Julião | População da freguesia de São Julião |
| ------------------------------------ | ------------------------------------ | ------------------------------------ | ------------------------------------ | ------------------------------------ | ------------------------------------ | ------------------------------------ | ------------------------------------ | ------------------------------------ | ------------------------------------ | ------------------------------------ | ------------------------------------ | ------------------------------------ | ------------------------------------ | ------------------------------------ |
| 1864                                 | 1878                                 | 1890                                 | 1900                                 | 1911                                 | 1920                                 | 1930                                 | 1940                                 | 1950                                 | 1960                                 | 1970                                 | 1981                                 | 1991                                 | 2001                                 | 2011                                 |
| 1 190                                | 1 131                                | 1 134                                | 1 090                                | 1 262                                | 1 281                                | 1 412                                | 1 880                                | 1 729                                | 1 513                                | 1 081                                | 812                                  | 562                                  | 444                                  | 342                                  |

## Património
- Castelo de Torrejão ou Baluarte do Torrejão ou Atalaia do Torrejão ou Torre de Atalaião ou Torrejã